# Collegio plurinominale Lombardia 2 - 01 (2017)
Il collegio elettorale plurinominale Lombardia 2 - 01 è stato un collegio elettorale plurinominale della Repubblica Italiana per l'elezione della Camera tra il 2017 ed il 2022.

## Territorio
Come previsto dalla legge elettorale italiana del 2017, il collegio è stato definito tramite decreto legislativo all'interno della circoscrizione Lombardia 2.
Il collegio comprendeva la zona definita dai tre collegi uninominali Lombardia 2 - 02 (Varese), Lombardia 2 - 03 (Gallarate) e Lombardia 2 - 04 (Busto Arsizio).

## Dati elettorali

### XVIII legislatura
Come previsto dalla legge elettorale, 386 deputati erano eletti in 63 collegi plurinominali con ripartizione proporzionale a livello nazionale tra le coalizioni e le singole liste che avessero superato la soglia di sbarramento stabilita.
Nel collegio venivano eletti 8 deputati.
| Liste          | Liste                                       | Proporzionale | Proporzionale | Proporzionale | Maggioritario | Maggioritario | Maggioritario |  |
| Liste          | Liste                                       | Voti          | %             | Seggi         | Voti          | %             | Seggi         |  |
| -------------- | ------------------------------------------- | ------------- | ------------- | ------------- | ------------- | ------------- | ------------- |  |
|                | Lega                                        | 245 415       | 48,65         | 2             | 148 820       | 29,50         | 3             |  |
|                | Forza Italia                                | 71 436        | 14,16         | 1             | 148 820       | 29,50         | 3             |  |
|                | Fratelli d'Italia                           | 19 285        | 3,82          | –             | 148 820       | 29,50         | 3             |  |
|                | Noi con l'Italia – UDC                      | 5 874         | 1,16          | –             | 148 820       | 29,50         | 3             |  |
|                | Movimento 5 Stelle                          | 115 704       | 22,94         | 1             | 115 704       | 22,94         | –             |  |
|                | Partito Democratico                         | 95 016        | 18,84         | 1             | 112 901       | 22,38         | –             |  |
|                | +Europa                                     | 14 246        | 2,82          | –             | 112 901       | 22,38         | –             |  |
|                | Italia Europa Insieme                       | 1 973         | 0,39          | –             | 112 901       | 22,38         | –             |  |
|                | Civica Popolare                             | 1 666         | 0,33          | –             | 112 901       | 22,38         | –             |  |
|                | Liberi e Uguali                             | 11 738        | 2,33          | –             | 11 738        | 2,33          | –             |  |
|                | CasaPound                                   | 6 090         | 1,21          | –             | 6 090         | 1,21          | –             |  |
|                | Il Popolo della Famiglia                    | 3 895         | 0,77          | –             | 3 895         | 0,77          | –             |  |
|                | Potere al Popolo!                           | 2 711         | 0,54          | –             | 2 711         | 0,54          | –             |  |
|                | Grande Nord                                 | 2 045         | 0,41          | –             | 2 045         | 0,41          | –             |  |
|                | 10 Volte Meglio                             | 1 160         | 0,23          | –             | 1 160         | 0,23          | –             |  |
|                | Per una Sinistra Rivoluzionaria (PCL - SCR) | 1 157         | 0,23          | –             | 1 157         | 0,23          | –             |  |
|                | Partito Valore Umano                        | 911           | 0,18          | –             | 911           | 0,18          | –             |  |
|                | Partito Repubblicano Italiano – ALA         | 364           | 0,07          | –             | 364           | 0,07          | –             |  |
|                | Blocco Nazionale per le Libertà (DC - IR)   | 354           | 0,07          | –             | 354           | 0,07          | –             |  |
| Totale         | Totale                                      | 504 445       | 100           | 5             | 504 445       | 100           | 3             |  |
|                |                                             |               |               |               |               |               |               |  |
| Schede bianche | Schede bianche                              | 6 563         | 1,26          |               |               |               |               |  |
| Schede nulle   | Schede nulle                                | 9 026         | 1,74          |               |               |               |               |  |
| Votanti        | Votanti                                     | 520 034       | 75,39         |               |               |               |               |  |
| Elettori       | Elettori                                    | 689 837       |               |               |               |               |               |  |

## Eletti

### Eletti nei collegi uninominali
Eletti nella coalizione di centro-destra (Lega - FI - FdI - NcI-UDC)
| Collegio uninominale | Eletto | Eletto               | Partito |
| -------------------- | ------ | -------------------- | ------- |
| 2. Varese            |        | Giusy Versace        | FI      |
| 3. Gallarate         |        | Matteo Luigi Bianchi | Lega    |
| 4. Busto Arsizio     |        | Leonardo Tarantino   | Lega    |

1. ↑  In data 26.07.2022 aderisce al gruppo misto, non iscritti.

### Eletti nella quota proporzionale
| Lega                            | M5S             | Partito Democratico | Forza Italia  |
| ------------------------------- | --------------- | ------------------- | ------------- |
|                                 |                 |                     |               |
| Giancarlo Giorgetti Dario Galli | Niccolò Invidia | Maria Chiara Gadda  | Carlo Fatuzzo |

1. ↑  In data 29.07.2022 aderisce al gruppo misto, non iscritti.
2. ↑  In data 19.9.2019 aderisce al gruppo Italia Viva - Italia C'è.